# Henry Grell
Henry Grell (* 1. April 1870 in Hamburg; † 23. Dezember 1937 in Ahrensburg; vollständiger Name George Henry Paul Grell) war ein deutscher Architekt.
Er studierte von 1892 bis 1896 an der Technischen Hochschule (Berlin-)Charlottenburg und an der Technischen Hochschule Stuttgart. 1892 wurde er Mitglied im Corps Rheno-Guestphalia Berlin. Ab 1898 arbeitete er als Architekt in Hamburg. Ab 1917 Mitglied der Baupflegekommission. Von 1929 bis 1936 Vorstand des AIV Architekten- und Ingenieur-Vereins Hamburg e. V.

## Bauten und Entwürfe (alle Hamburg)
- 1901–1902: Reihenvilla in Harvestehude, Brahmsallee 101
- 1902–1903: Reihenvillen in Harvestehude, Oberstraße 36, 38 und 42
- 1905–1906: Reihenvillen in Harvestehude, Parkallee 68, 72 und 74
- 1904–1907: Empfangsgebäude für den Bahnhof Hamburg-Ohlsdorf
- 1907–1908: Kontorhaus „Commeterhaus“, Bergstraße 11/Hermannstraße 37 (zusammen mit Franz Jacobsen und George Radel; Bauherr Wilhelm Suhr, Inhaber der Galerie Commeter)
- 1908–1909: Kontorhaus „Hübner-Haus“, Poststraße 2/Neuer Wall
- 1908–1909: Kontorhaus „Börsenburg“ (früher: Sauernheimerhof), Börsenbrücke 2a (zusammen mit G. Stuhlmann)
- 1910–1911: Hulbe-Haus, Bei der Petrikirche 1/Mönckebergstraße 21
- 1911–1912: Mönchshof, Mönkedamm 9 (in den 1990er Jahren abgerissen)
- 1913: Landhaus für J.L. Heinr. Wulf in 21266 Jesteburg
- 1912–1913: Kontorhaus „Seidenhaus Brandt“, Mönckebergstraße 27 (1944 zerstört; Wiederaufbau 1949, Architekt: Peter Pruter, 1871–1973)
- 1913: Villa in Rahlstedt, Stapelfelder Straße 30
- 1914–1916: Lyzeum in Wandsbek, Neumann-Reichardt-Straße 20–22 (heute Charlotte-Paulsen-Gymnasium)
- 1914–1917: Kinderkrankenhaus Rothenburgsort, Marckmannstraße 129 (zusammen mit Walter Martens; Erweiterung 1927/1928 zusammen mit Peter Pruter; 1943 zerstört, 1950 wiederaufgebaut)
- 1921: Umbau der ehemaligen Bank of British West Africa, Schauenburgerstraße 49 (gebaut 1880er Jahre, Umbau 1950 Ernst Langloh)
- 1921–1922: Umbau Landhaus Cadmus in Harvestehude, Mittelweg 116 (1827 erbaut)
- 1921–1922: Einfamilienhäuser in Eppendorf, Arnold-Heise-Straße 22, 24 und 25
- 1923: Geschosswohnungsbauten in Winterhude, Gryphiusstraße 8–10 (zusammen mit Peter Pruter)
- 1924: Grabanlage Gustav J. J. Witt, Friedhof Ohlsdorf, Planquadrat Y 20 (zusammen mit Peter Pruter)
- 1925: Landhaus in Nienstedten, Polostraße 4 (zusammen mit Peter Pruter)
- 1925: Zweifamilienhaus in Blankenese, Godeffroystraße 22 (zusammen mit Peter Pruter)
- 1925–1926: Kopfbau der ehemaligen Margarinefabrik Voss, Bramfelder Straße 138 (zusammen mit Peter Pruter)
- 1927–1928: Villa in Winterhude, Winterhuder Kai 21 (zusammen mit Peter Pruter)
- 1927–1928: Wohnblöcke Goldbekufer, Arensweg, Hamelausweg, Semperplatz (Jarrestadt) (zusammen mit Peter Pruter)[3]
- 1930: Einfamilienhaus Alte Landstraße 242 (zusammen mit Peter Pruter)
- 1930: Café Heinze, Millerntorplatz 2a (zusammen mit Peter Pruter, 1945 zerstört)